# Franco Silva

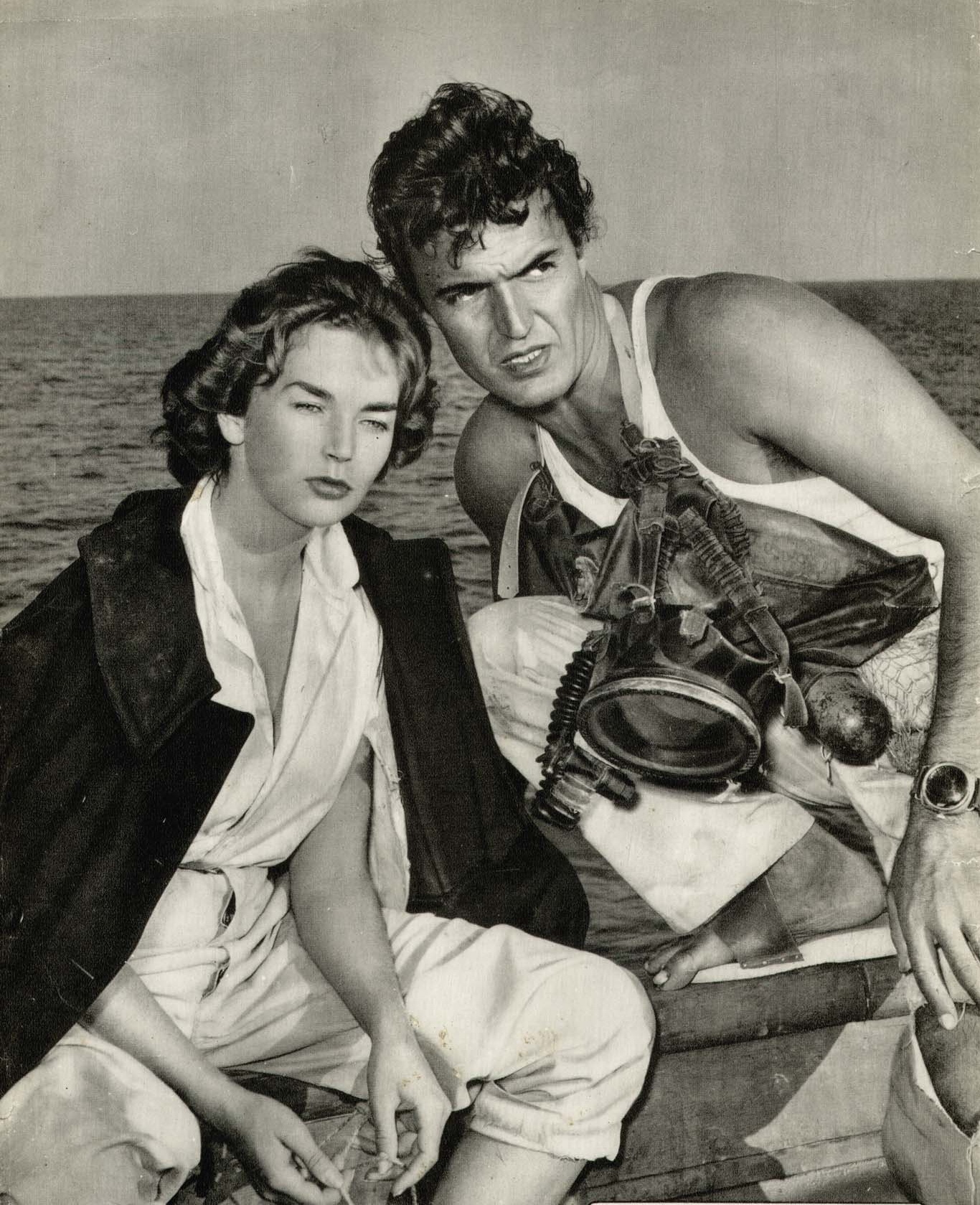
Dawn Addams și Franco Silva într-o scenă din filmul Mizar (1954)

Franco Silva  numele de artist a lui Francesco Vistarini (n. 18 februarie 1920, Genova, Italia – d. 10 noiembrie 1995, Livorno, Italia) a fost un actor italian. 
Printre cele mai cunoscute filme ale sale se numără Mizar (1954), Mongolii (1961) și Adorabile și mincinoase (1958).

## Biografie
Născut la Genova, Franco Silva s-a mutat la Roma și a participat la Centro sperimentale di cinematografia, la care l-a absolvit în 1938. În anul următor, a debutat în filmul Ho visto brillare le stelle. Izbucnirea războiului va determina o încetinire a activității artistice care va putea fi reluată în mod regulat abia după încheierea conflictului. Pentru fizicul său atletic este deseori ales pentru roluri în filme de acțiune și aventuri, până când regizorul Francesco De Robertis i-a încredințat rolul unuia dintre protagoniștii din filmul Mizar (Sabotaj pe mare) în 1954. 
În 1949 s-a căsătorit cu Anna Maria Perini, fostă Miss Roma 1948 iar din căsătoria lor s-au născut actrița Mita Medici și scenarista, scriitoarea și compozitoarea Carla Vistarini.

## Filmografie
- 1939 Ho visto brillare le stelle, regia Enrico Guazzoni
- 1944 Vietato ai minorenni, regia Mario Massa
- 1950 Vogliamoci bene!, regia Paolo William Tamburella
- 1950 Il leone di Amalfi, regia Pietro Francisci
- 1951 Malavita, regia Rate Furlan
- 1952 Le meravigliose avventure di Guerrin Meschino, regia Pietro Francisci
- 1952 Femmina senza cuore, regia Renato Borraccetti
- 1952 La regina di Saba, regia Pietro Francisci
- 1953 Dramma nella Kasbah, regia Edoardo Anton și Ray Enright
- 1953 Frine, cortigiana d'Oriente, regia Mario Bonnard
- 1954 Mizar, regia Francesco De Robertis
- 1954 L'ultima gara, regia  Piero Costa
- 1954 Il visconte di Bragellone, regia Fernando Cerchio
- 1955 Processo all'amore, regia Enzo Liberti
- 1955 Il canto dell'emigrante, regia Andrea Forzano
- 1956 Canzone proibita, regia Flavio Calzavara
- 1956 Donne, amore e matrimoni, regia Roberto Bianchi Montero
- 1956 Mi permette babbo!, regia Mario Bonnard
- 1956 Occhi senza luce, regia Flavio Calzavara
- 1957 Il ricatto di un padre, regia Giuseppe Vari
- 1957 Ascoltami, regia Carlo Campogalliani
- 1958 Adorabile și mincinoase (Adorabili e bugiarde), regia Nunzio Malasomma
- 1959 Guardatele ma non toccatele, regia Mario Mattoli
- 1959 Hanibal (Annibale), regia Carlo Ludovico Bragaglia
- 1961 Contele de Monte Cristo (Il conte di Montecristo), regia Claude Autant-Lara
- 1961 L'urlo dei bolidi, regia Leo Guerrasi
- 1961 Mongolii (I mongoli), regia Leopoldo Savona
- 1962 I lancieri neri, regia Giacomo Gentilomo
- 1969 Barbagia, regia Carlo Lizzani
- 1971 Questa libertà di avere le ali bagnate, regia Alessandro Santini
- 1973 Il delitto Matteotti, regia Florestano Vancini
- 1974 Spasmo, regia Umberto Lenzi
- 1980 Patrick vive ancora, regia Mario Landi
- 1985 Juke-Box, registi vari